# Морнезе
Морнезе (итал. Mornese) је насеље у Италији у округу Алесандрија, региону Пијемонт.
Према процени из 2011. у насељу је живело 520 становника. Насеље се налази на надморској висини од 368 м.

## Становништво
| 1931. | 1936. | 1951. | 1961. | 1971. | 1981. | 1991. | 2001. | 2011. |
| ----- | ----- | ----- | ----- | ----- | ----- | ----- | ----- | ----- |
| 1.256 | 1.217 | 1.029 | 875   | 802   | 734   | 725   | 706   | 726   |